# 원피스: 사막의 공주와 해적들
원피스 - 사막의 공주와 해적들(ONE PIECE エピソードオブアラバスタ 砂漠の王女と海賊たち)은 원피스의 극장판 시리즈의 여덟번째 작품이다. 2007년에 개봉하였다.
대한민국에는 극장판 제1~7작을 수입한 ㈜토트엔터테인먼트가 한일동시개봉을 계획하였으나 극장 개봉은 이루어지지 못하였다. 이후 투니버스가 현지화를 진행한 한국어 더빙으로 방영하였다.

## 한국어 더빙 제작진
목소리 출연
- 강수진 - 루피 役
- 정미숙 - 나미 役
- 박영남 - 쵸파 役
- 김승준 - 조로 役
- 김소형 - 우솝 / 토토 / Mr.7 役
- 박성태 - 상디 役
- 소연 - 로빈 役
- 은영선 - 비비 役
- 김국진 - 변신쵸파 役
- 서문석 - 크로커다일 役
- 윤세웅 - Mr.1 / 코브라 役
- 서윤석 - Mr.2 봉쿠레 役
- 이원준 - Mr.4 / 유다 役
- 변영희 - 챠가 役
- 김율 - 미스 더블핑거 役
- 김영은 - 미스 메리 크리스마스 役
- 정혜원 - 미스 파더스데이 役
- 선호제 - 부대장 役

우리말 제작
- 번역 : 조희경
- 녹음/믹싱 : 김세광(CIC MEDIA)
- 종합편집 : 이지혜
- 넌리니어 : 서선지, 김지예, 도여진
- 연출 : 계인선
- 우리말 제작 : 투니버스